# خیابان مگدالنه

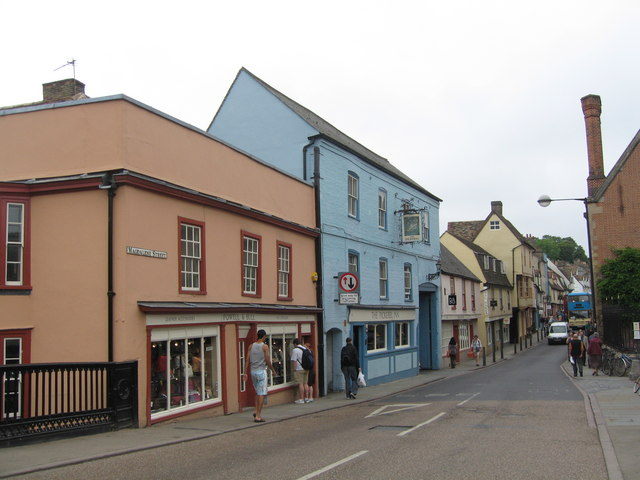
Magdalene Street, looking north from the bridge

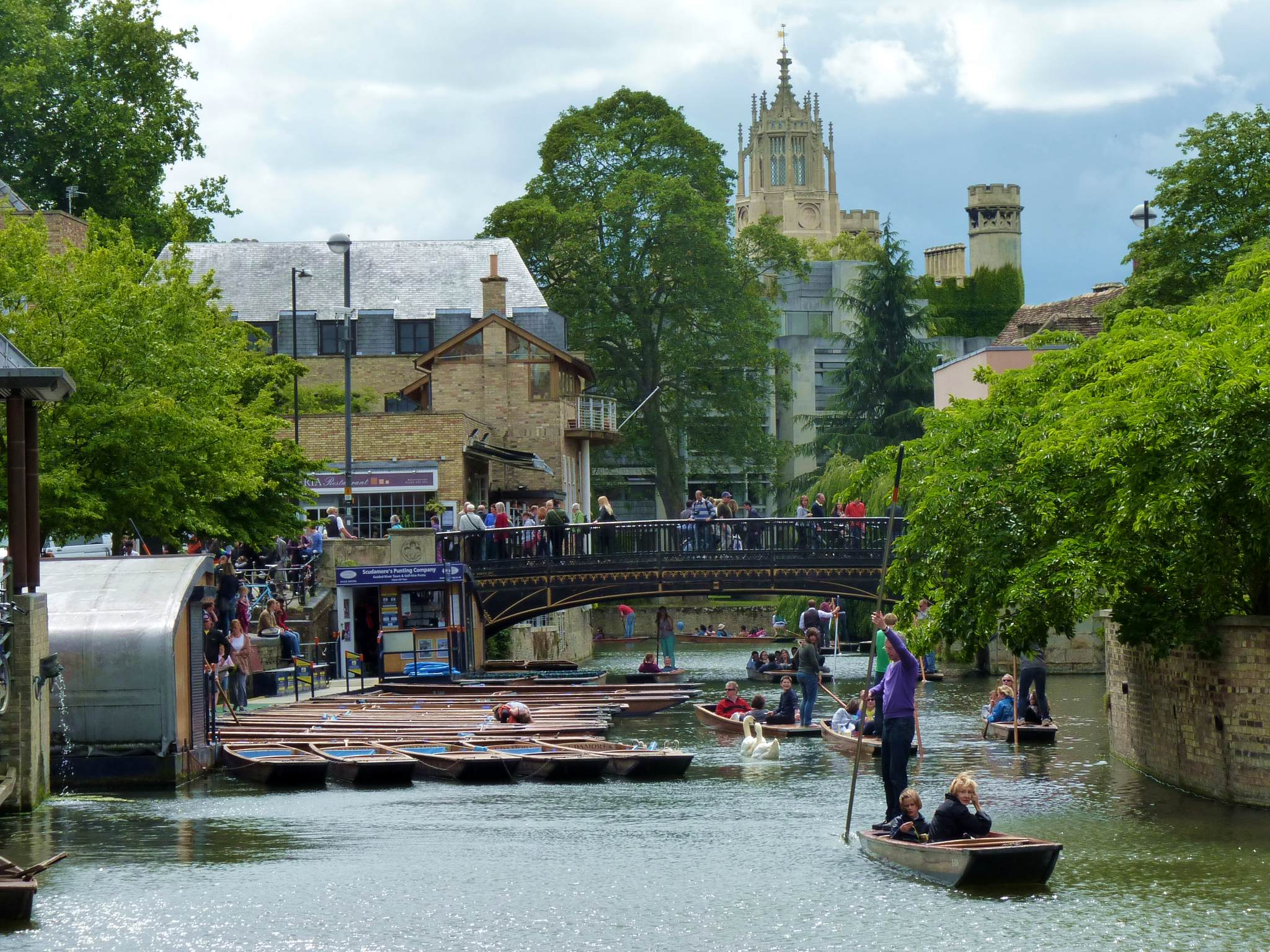
Cambridge Quayside and Magdalene Bridge viewed from the boardwalk, with the tower of کالج سنت جان، کمبریج New Court in the background

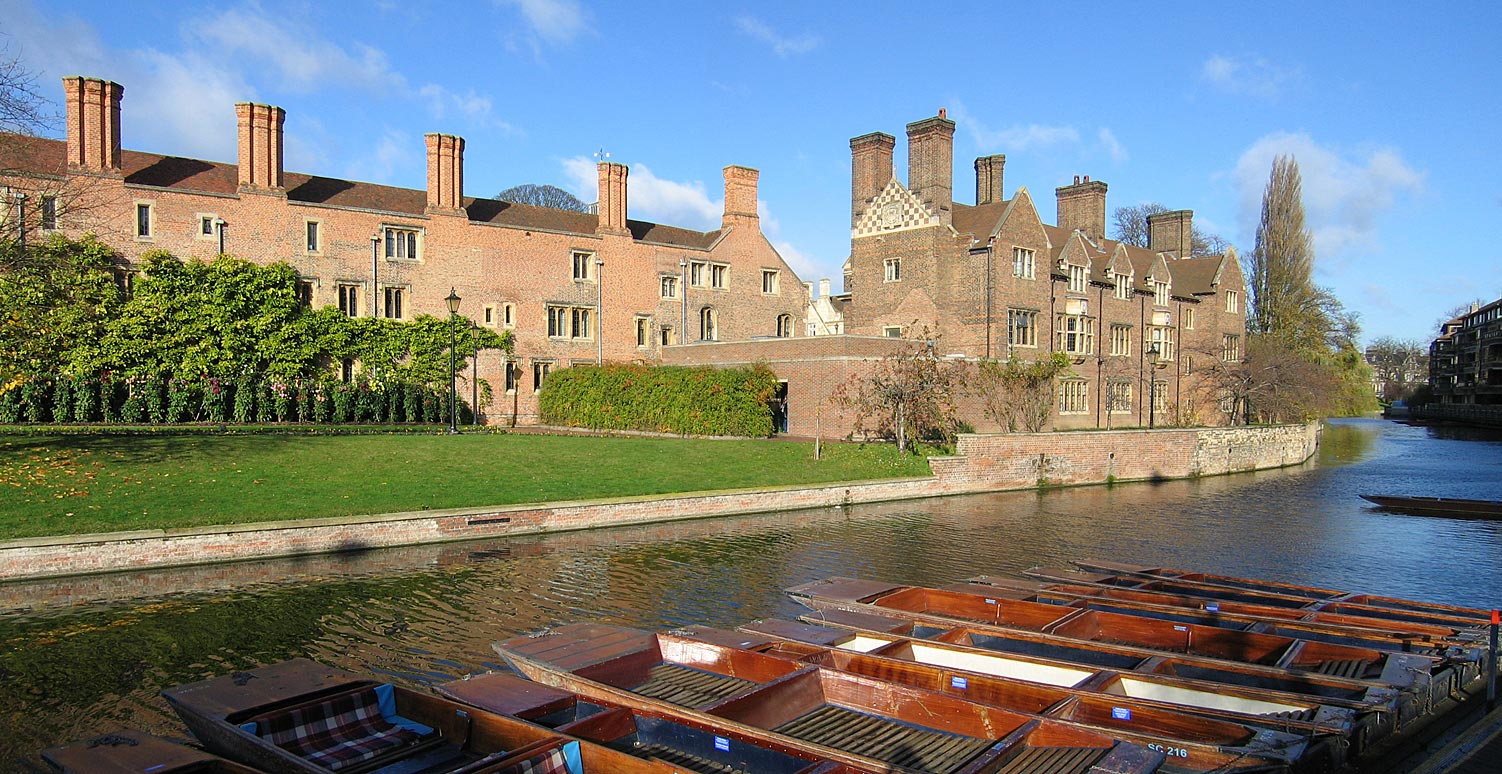
View of Magdalene College, looking across the رود کم just north of Magdalene Street at خیابان مگدالنه

خیابان مگدالنه (به انگلیسی: Magdalene Street) خیابانی در شمال مرکز کمبریج در انگلستان است. این جاده بین خیابان کسل، کنار کسل هیل، در محل اتصال با خیابان نورث‌همپتون و خیابان چسترتون، سپس جاده چسترتون (A1303)، به سمت شمال غربی و خیابان بریج در محل اتصال با خیابان تامپسون به سمت جنوب شرقی امتداد دارد.

## پل مگدالنه

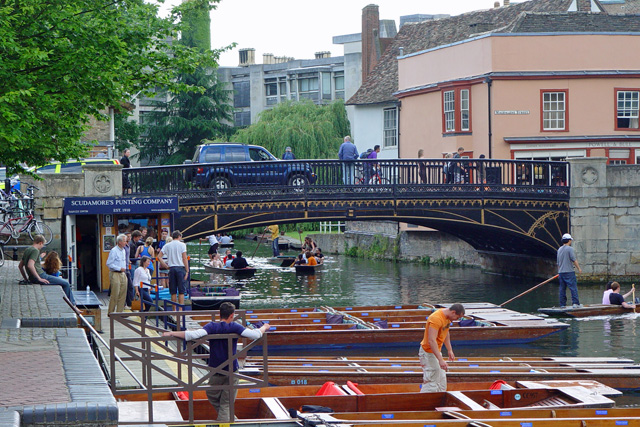
Magdalene Bridge

پل چدنی فعلی مگدالنه یا «پل بزرگ» مربوط به سال ۱۸۲۳ میلادی است و توسط معمار اهل نورویچ، آرتور براون، طراحی شده است. این پل، یک دهانه چدنی است که با نرده‌های آهنی تزئین شده و به پایه‌های سنگی ختم می‌شود. این پل در سال ۱۹۶۹ میلادی به عنوان یک بنای درجه دو ثبت شد. در سال ۱۹۸۲ میلادی تعمیر و تقویت شد. از زمان آنگلوساکسون‌ها، مجموعه‌ای از پل‌های چوبی در این مکان وجود داشته است تا اینکه جیمز اسکس اولین پل سنگ نما را در سال ۱۷۵۴ میلادی ساخت.